# Xanthomonas oryzae
Xanthomonas oryzae là một loài Proteobacteria. Vật chủ gây bệnh chính của vi khuẩn này là cây lúa.
Loài này có hai pathovar (biến chủng) không có ở Châu Âu: Xanthomonas oryzae pv. oryzae và Xanthomonas oryzae pv. oryzicola.
Gen kháng bệnh trên vật chủ, Xa21, từ loài Oryza longistaminata, được tích hợp vào bộ gen của loài Oryza sativa để mở rộng phổ kháng bệnh bạc lá trên lúa do Xanthomonas oryzae pv. oryzae gây ra.